# レヴィ (コルス＝デュ＝シュド県)
レヴィ （Levie 、コルシカ語:Livìa）は、フランス、コルス地方公共団体、コルス＝デュ＝シュド県のコミューン。

## 地理
アルタ・ロッカ地方の中心であり、フィウミシコリ川流域における中心でもある。

## 歴史
レヴィにおけるユダヤ人の歴史は800年代にさかのぼる。当時、エジプトから大勢の移民たちが到来しコルス南部に住み着いた。このミズラヒム・ユダヤ人たちは、ヘブライ語を書き、話した。その後、コルスの島中にユダヤ人のコミュニティーが分散した。いくつかの山間地の村落には、ラテン語で書かれたものと並行してヘブライ語で書かれた公文書の痕跡が教会に残っている。
アルタ・ロッカ地方の人口集積地であるレヴィには、多くの集落がある。
国が認定した博物館があり、『フランスの博物館』（Musée de France）というラベルの恩恵を受けている。博物館の収蔵品は、アルタ・ロッカ、キュキュルズ、カピュラにおける考古学的発見を評価している。収蔵品の中には、アラギラ＝サンノラの埋葬地から発見された、島最古の住民の一人である『ボニファシオの貴婦人』（Dame de Bonifacio）がある。
第二次世界大戦中、レヴィも地元民ルイ・ピーニ率いるアルタ・ロッカ地方のレジスタンス運動の中心であった。1943年の9月15日から17日にかけ、いわゆるレヴィの戦いが起きた。コルス人とイタリア人兵士が連携し、サルデーニャ島から上陸したドイツ軍に反撃したのである。イタリア兵たちは、黒シャツ隊の力を借りて、アジャクシオへの道が開ける峠を奪取しようとしていた。
|  |  |

## 人口統計
| 1962年 | 1968年 | 1975年 | 1982年 | 1990年 | 1999年 | 2006年 | 2014年 |
| ------ | ------ | ------ | ------ | ------ | ------ | ------ | ------ |
| 1118   | 1002   | 912    | 752    | 781    | 696    | 743    | 718    |

参照元:1962年から1999年までは複数コミューンに住所登録をする者の重複分を除いたもの。それ以降は当該コミューンの人口統計によるもの。1999年までEHESS/Cassini、2006年以降INSEE。

### ノート
1. ↑  « Lévi »(レヴィ)と発音する。